# Madách Imre (író)
Sztregovai és kiskelecsényi Madách Imre (Alsósztregova, 1823. január 20. – Alsósztregova, 1864. október 5.) magyar költő, író, ügyvéd, politikus, a Kisfaludy Társaság rendes és a Magyar Tudományos Akadémia levelező tagja. A magyar irodalom és drámaköltészet kiemelkedő alakja.
Magyar középnemesi családba született, felmenői között több neves személy is volt. A 17. század elején élt Madách Gáspár tisztelt tudós-poéta, valamint az ő nagybátyja, Rimay János a Balassi Bálint utáni nemzedék legjelesebb magyar költője. Élete nagy részét Alsósztregován töltötte, és még ifjú volt, amikor apja meghalt, de a családi birtok jövedelme biztosítani tudta taníttatását. Húszévesen már királyi táblabíró volt Nógrád vármegyében. Az 1848–49-es forradalom és szabadságharc alatt a közigazgatást szervezte. Tevékenyen részt vett a nemzetőrség felállításában, bár egészségi állapota miatt katonai szolgálatot nem tudott vállalni. A szabadságharc leverése után, 1852-ben egy évre börtönbe zárták Kossuth Lajos titkárának rejtegetéséért.
A több nyelven tudó Madách korának klasszikus és modern irodalmát is jól ismerte. Íróként fő műve Az ember tragédiája, a magyar drámairodalom egyik legismertebb darabja, számos nyelvre lefordították, színpadi változatát Magyarországon és külföldön is rendszeresen műsorra tűzik.

## Élete

### Származása
Madách Imre a 13. századig tudta visszavezetni családfáját. Közvetlen ősét a II. András király korában élt Raduntól eredeztette. Ennek fiai (Madách de Oszlár, Tóbiás és Mike) mindannyian alapítottak családot, közülük a legjelentősebb a Madách-ág, melynek tagjai 1250-ben IV. Bélától kaptak adománylevelet, birtokot pedig Zólyom vármegyében. A Madáchok 1430-tól bírták Sztregovát. Innen ered az úgynevezett sztregovai ág, a költő felmenői közül többen Nógrád vármegye szolgálatában álltak, és volt köztük törökverő hős, kuruc főtiszt és költő (Madách Gáspár) is. Az ifj. Madách Imre nagyapja, Madách Sándor (1756–1814) híres szabadkőműves, kora egyik legsikeresebb ügyvédje, a Martinovics-per 16 vádlottja, köztük Batsányi János védője, de emellett Nógrád megye főügyészeként is tevékenykedett. Fia, id. Madách Imre (1781–1834) császári és királyi kamarásként visszavonultan gazdálkodott Alsósztregován. Felesége, Majthényi Anna (1789–1885) kilenc gyermeket szült, de közülük csak öt (Imre, Károly, Pál, Anna, Mária) érte meg a felnőttkort.

### Gyermekévek
Madách Imre Alsósztregován született 1823. január 20-án. Szülei Madách Imre (1781–1834), császári és királyi kamarás földbirtokos és keselőkői Majthényi Anna (1789–1885). A gyermeket 1823. január 21-én, kedden keresztelte meg Hliniczky Gáspár alsósztregovai római katolikus plébános. Keresztszülei Bukva György, Alsósztregova evangélikus lelkésze és báró Czetvicz Antalné Simonchich Antónia voltak. Az apai nagyszülei Madách Sándor (1756–1814), ügyvéd, megyei főügyész, földbirtokos és nemes Rusz Anna (1756–1815) voltak. Az anyai nagyszülei keselőkői Majthényi Jónás, földbirtokos és csepei Zoltán Eszter (1767–1797) voltak. Az anyai nagyapai dédszülei keselőkői Majthényi Károly (1721–1792) országbírói ítélőmester, táblabíró (septemvir, a Hétszemélyes Tábla tagja), királyi tanácsos és a Magyar Királyi Szent István-rend lovagja, földbirtokos és beleznai és pilisi Beleznaj Anna Mária (1727–1794) voltak. Madách Imre öccse Madách Károly (1826–1888), Nógrád vármegye alispánja, földbirtokos.
Gyermekkorát szüleinek kastélyában töltötte külön nevelők (Kovács József és Osztermann Ernő) vezetésével. A családi körön kívül alig volt társasága, s ez okozhatta azt, hogy mindvégig zárkózott maradt. Félénk, magányos, törékeny alkat volt, élete végéig sokat betegeskedett. Szívbaj, tüdőbaj és köszvény is kínozta. Tanulmányait magánúton végezte, vizsgáit a Váci Piarista Gimnáziumban tette le, az I–IV. grammatikai osztálybelieket 1830–34-ben, a humaniorából 1835–37-ben.
1834. január 3-án elveszítette édesapját, ami annyira megviselte, hogy leginkább csak könyveiben lelte örömét. Komoly tudásra tett szert, autodidaktaként fejlesztette magát. Wielanddal foglalkozott, és az Abderiták szellemében írt verseket. Első szerelmével, Cserny Máriával 1836 körül ismerkedett meg. Az 1830-as évek élénkebb szellemi mozgalmainak hatása alatt mint 15 éves gyermek 1837 nyarán kéziratos hetilapot indított négy évvel fiatalabb öccsével, Pállal együtt, Litteraturai Kevercs címmel, melynek olvasói kisebb testvérei, anyja és a nevelő voltak, tartalma pedig kis értekezések és ismeretközlő cikkek.

### Ifjúkora
Az anyanyelve mellett hat idegen nyelven (német, francia, szlovák, angol, latin, ógörög) tudó Madách 1837 őszén került a Pesti Egyetemre. Az első két szemeszterben bölcsészetet, majd a harmadiktól jogot hallgatott. Évfolyamtársai közé tartozott Andrássy Gyula és Lónyay Menyhért is. Figyelemmel kísérte a folyóiratokat, a kor legjelesebb magyar költőinek műveit olvasta, de előfizetett az Athenaeumra is. Meg-megújuló betegségeinek ellenére diáktársaival együtt kéziratos lapot (Mixtura) szerkesztett, úszni, vívni, festeni, zongorázni tanult, részt vett az egyetemi ifjúság báljain, kirándulásain, színház- és koncertprogramjain, megismerkedett az Ifjú Magyarországgal, a radikális fiatalok csoportjával, és ezen kívül a faeszterga használatát is elsajátította.
A szerelem sem hiányzott az életéből, beleszeretett diáktársának húgába, a nála egy évvel fiatalabb Lónyay Etelkába, aki első verseinek ihletője, múzsája lett. Ebben az időben jelentek meg első versei a Honművészben. Első verseskönyve, a 26 költeményt tartalmazó Lantvirágok anyja költségén – neki is ajánlva – jelent meg Pesten. A versek többsége Etelkához szólt. Még a nyáron – részben anyagi gondok, részben a személyzettel való folyamatos konfliktus miatt – felszámolták a Kálvin téri háztartást. Anyjával és testvéreivel visszautazott Nógrádba, és Madách Imre ettől kezdve magánúton folytatta és fejezte be egyetemi tanulmányait Bory László ügyvéd vezetése mellett. 1841 tavaszán Trencsénteplicen keresett gyógyulást, ahol megismerkedett Dacsó Lujzával, aki tüdőbaját kezeltette ott. A szerelem csak rövid ideig lángolhatott közöttük, mivel a leány 1843 tavaszán elhunyt.
Ügyvédi vizsgáját 1841 októberében és novemberében tette le a Pesti Egyetemen. A kötelező egyéves joggyakorlatot Balassagyarmaton Sréter János alispánnál, majd annak halála (1842. március) után Fráter Pál oldalán töltötte le. 1842. január 16-ától tiszteletbeli aljegyzőként dolgozott. Ebben az évben írta Duló Zebedeus kalandjai című elbeszélését, illetve a Jó név s erény című drámatöredékét, valamint a Művészeti emlékezés című munkáját, és befejezte Csák végnapjai című drámáját. Az év december 19-én kapta meg ügyvédi oklevelét.
1843-ban Nógrád vármegyében mint tiszteletbeli aljegyző közpályára lépett, 1843. január 9-én iktatták be a Nógrád megyei ügyvédek sorába. Hivatalában azonnal feltűnt korrekt fogalmazásával és a gyűléseken előadásának tartalmasságával. Szontágh Pál volt legkedvesebb barátja, aki a bátortalan és visszahúzódó Madáchot bevezette a társaséletbe. Barátjával együtt egy Nógrádi Képcsarnok címmel írott füzetet állított össze a megyei közélet nevezetesebb alakjait jellemző epigrammákból. E mozgalmasság jótékonyan hatott szentimentális világnézetére, s azt a humor elemével frissítette föl.
1843. augusztus 22-én lemondott tiszteletbeli aljegyzői hivataláról, és 1844. január 8-án táblabíró lett. 1846. július 15-től mint élelmezési főbiztos működött, de minden hivatalos elfoglaltsága mellett 1843-tól 1848-ig élte irodalmi tanulmányai és munkássága legtevékenyebb korszakát. Számos lírai költeményen, néhány elbeszélésen és esztétikai értekezésen kívül hat drámája készült el, mind öt felvonásban és jambusokban: Jó szív és erény, Csak tréfa, Commodus, Mária királyné, Csák végnapjai (újra átdolgozta 1861-ben), Férfi és nő. Ezek közül a két utóbbival 1843-ban akadémiai jutalomra is pályázott és a Csákkal dicséretet is nyert, de másként nem közölte őket. Politikai cikkeket is írt, leginkább névtelenül a Csengery-féle Pesti Hírlap-ba, melynek centralista irányát pártolta.

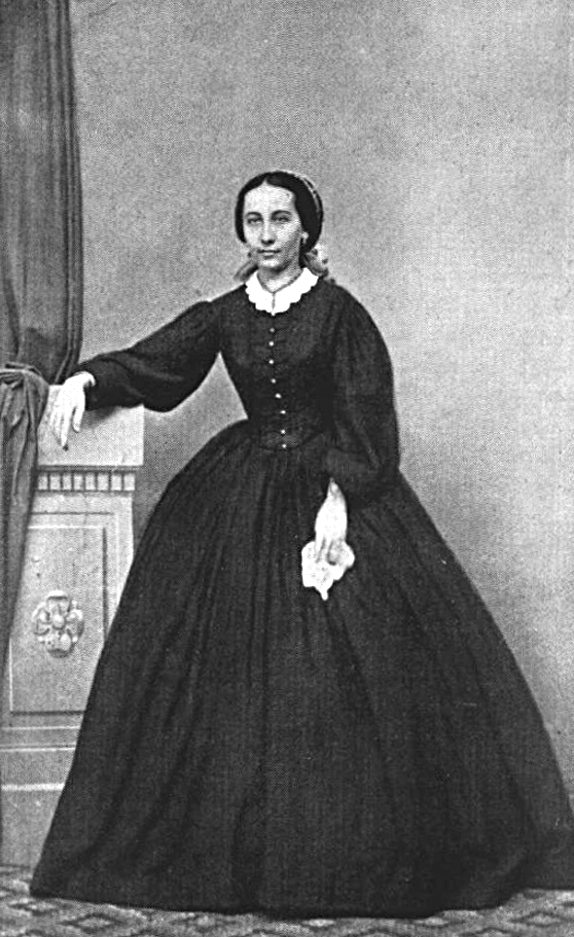
Fráter Erzsébet

1843 elején írta Férfi és nő című drámáját, amelyet 1843 márciusában benyújtott a Magyar Tudományos Akadémia drámapályázatára, de nem nyert vele díjat. Az év folyamán Cserny Máriával megszakadt kapcsolatuk, losonci Gyürky Amália iránt lobbant szerelemre. Ugyanekkor ismerkedett meg Fráter Erzsébettel is. Kossuthtal 1844 április–májusában vitát folytatott a telekdíjakról (Társalkodó, Pesti Hírlap). Az év végén Csesztvére költözött. 1845 februárjában Cséhtelekre ment, 1845. március 16-án ott jegyezte el a református ippi, érkeserűi és bélmezei Fráter Erzsébetet, korábbi principálisa, Fráter Pál Nógrád megyei alispán unokahúgát. Az esküvőt július 20-án Csécsén, a katolikus templomban tartották meg. A költő anyja nem is annyira titkolt ellenszenvvel viseltetett a feleségével szemben. Ez meglátszott családi életén, hiszen a két asszony sokszor a másik ellen hangolta a férfit, aki mindkettőjükhöz a végtelenségig ragaszkodott. A családi konfliktusok miatt sokszor az írásba menekült.
Nősülése után csesztvei birtokán lakott, a megye székhelyéhez közelebb. A Pesti Hírlap 1846 januárjában bejelentette, hogy nógrádi tudósítója lemond. Madách közéleti szereplése csökkent, emellett népszerűsége továbbra is megmaradt. Ebben az időszakban nem alkotott nagyobb szépirodalmi műveket. 1846. január 18-án jelent meg a centralista és szabadelvű Madách Válasz a nyílt levélre a centralizáció ügyében című cikke a Jelenkorban. 1846. július 15-én közfelkiáltással főbiztosnak választották, ezen minőségében felszólalt a vármegyén átvonuló katonák túlkapásai ellen, valamint kifogást emelt a losonci katonai kórház és az érsekvadkerti tiszti szállás borzalmas állapotával szemben, illetve intézkedett a szökött katonák elfogásáért járó vérdíj ügyében is. 1846. augusztus 31-én megszületett fia, Imre, aki még aznap meghalt. Szontagh Pállal együtt 1847 elején tagja lett a gróf Teleki László által vezetett Ellenzéki Körnek. Nógrádi képcsarnok címmel Szontagh Pállal és Pulszky Ferenccel együtt írt egy epigramma-gyűjteményt, ebben találó jellemzésekkel illették a megye tisztikarának tagjait. 1848. január 1-jén megszületett fia, Madách Aladár.
1847 őszén Nógrádban a követválasztáson a konzervatívok arattak győzelmet, azonban a következő országgyűlés már nem nekik kedvezett. Egyikük, Károlyi János 1848 márciusában lemondott posztjáról; a szabadelvűek, akiket Madách Imre vezetett, március 11-én levelet fogalmaztak meg Csesztvén, amelyben a lemondott követ helyére Kubinyi Ferencet javasolták. Ezután Madách Balassagyarmaton tartózkodott, és a vármegye teljhatalmú választmányi tagjaként nem is hagyhatta el a megyeszékhelyet.

### A forradalom és a szabadságharc idején
Március végén kiújult régi szívbaja miatt egy időre ágynak esett. 1848. április 7-én főbiztosi hivataláról is lemondott, aznap intézkedtek a helyettesítéséről is. A június 24-26-i füleki követválasztást vezette, és ennek lefolyásáról, valamint az eredményéről jelentést írt gróf Ráday Gedeon főispánnak: Repeczky Ferenc lett az országgyűlési követ.
Madách Pállal és Komjáthy Anzelmmel együtt július 5-én megérkezett Budára, a képviselőház megnyitására. Július folyamán Csesztvén betegeskedett, beállt ugyan nemzetőrnek, de egészségi állapota miatt nem tudott aktív résztvevő lenni. Főbiztosi teendőinek továbbra is eleget tett. Augusztus végétől személyesen közreműködött az újoncok toborzásával kapcsolatos teendőkben. Betegsége miatt nem vehetett részt a szabadságharcban, de a Madách család 48-49-es sorsa sűrítetten foglalja össze azt a tragédiát, amely a szabadságharc hazafias nemességére rászakadt.
1849 januárjában a császári csapatok megérkeztek Balassagyarmatra, s báró Majthényi László királyi biztos, aki a főispáni teendőket látta el, február 4-én a tisztikart felesküdtette I. Ferenc Józsefre. A magyar felkelők áprilisban elfoglalták a megyeszékhelyet, Repeczky Ferenc, Kossuth kormánybiztosa, aki a főispáni teendőket látta el, kiáltványt adott ki, amelyben a báró Majthényi László alatt hivatalt viselt személyeket, így többek között Madách Imrét is hazaárulónak nevezte, hivatalukból pedig felfüggesztette. Álláspontját kevesen osztották, Nógrád vármegye választmánya április 21-én döntést hozott, melynek értelmében a tisztviselők zöme, köztük Madách Imre is, továbbra is megmaradhatott hivatalában. 1849 júliusában az orosz csapatokkal szembeni általános népfelkelésre szólította fel környéke lakosságát. Június 6-án írta meg felhívását, mely Hírlelő néven lett ismert.
Még ugyanebben az évben, 1849. augusztus 16-án a költő nővérét, Madách Máriát, annak első házasságából való tizenöt éves fiát, Huszár Józsefet és Mária második férjét, Balogh Mankobükki Károly honvéd őrnagyot Marosszlatina mellett (Erdélyben) román parasztok brutális kegyetlenséggel meggyilkolták. Öccse, Pál, aki Kossuth mellett működött, futárszolgálat következtében tüdőgyulladást kapott, és október 1-jén Sztregován belehalt betegségébe. Az osztrák megtorlás is elérte őket, hiszen Károly öccse menyasszonyának apját Haynau felakasztatta.

### A szabadságharc után
1849 őszén a költő Csesztvén bújtatta Gracza Antal és Záhony István felvidéki felkelőket. 1850 februárjának végén meggyilkolt nővére hagyatékának ügyében utazott le Szegedre Madách Károllyal együtt, 1850 elején birtokán Udvardy Pétert bújtatta. 1850. július 14-én id. Madách Imréné gyermekeivel osztályos egyezséget kötött, aminek alapján alsósztregovai birtokuk Madách Imrét, Csesztve, az anyai birtokrész pedig Madách Károlyt illette meg.
1851. június 7-én megszületett lánya, Jolán. 1852-ben a halálra ítélt Rákóczy Jánost, Kossuth titkárát alkalmazta Parócán mint erdőkerülőt. Szabadságharcosok rejtegetése vádjával Madáchot 1852 augusztusában elfogták, és előbb a pozsonyi vízi kaszárnyában, 1853. március 6-tól pedig a pesti Újépületben szenvedett el majdnem egy évig tartó vizsgálati fogságot. 1852 őszén Pozsonyban későbbi szerelme, Veres Pálné férjével együtt meglátogatta őt.
A börtönben krétával verseket írt az asztallapra, és megírta Az ember tragédiája első változatát Lucifer címmel. 1853. április 2-án megszületett lánya, Anna Borbála. 1853. május 7-e körül bizonyítékok hiányában Madáchot elbocsátották ugyan a fogságból, de Pesten kellett felügyelet alatt maradnia. Végül augusztus 20-án hazamehetett, de a családi béke állhatatlan nejének hűtlensége miatt odalett. 1854. július 25-én írták alá a Heves vármegyei Ecséden a válási szerződést. Nyáron Fráter Erzsébet sikertelenül próbálkozott helyreállítani a házasságot. Szeptemberben visszament Jolán lányáért Alsósztregovára, majd vele Cséhtelekre indultak az édesapjához. (Az asszony majdani sírja a nagyváradi Olaszi temetőben volt, amelyet azóta felszámoltak, ám Tempfli József néhai megyés püspök 1982-ben megváltotta a sírt, a maradványokat exhumáltatta és újratemettette a váradolaszi plébániatemplom kriptájába, ma is ott nyugszanak a hamvai.)
Madách ezután anyjának közelében élte le hátralevő éveit. Keserű csalódása érzékenyen hatott lelkére, csaknem a kétségbeesésig. Szívbaja is erősbödött, de eltitkolta anyja előtt. Gyötrődéseit újabb (főleg történelmi és filozófiai) tanulmányokkal, munkával igyekezett leküzdeni. 1853–54-ben politikai szatírákban öntötte ki keserűségét; ekkortájban írta Civilizátor című szatirikus vígjátékát is, és 1855. január 1-jén fogott hozzá a Mária királynő átdolgozásához. 1855. szeptember 17-én nekilátott II. Lajos című, töredékben maradt drámájához. Ősszel elküldte a Tomory-pályázatra a Mária királynőt, ám művével nem nyert díjat. 1858-ban megismerkedett a csesztvei Majthényi-birtok intézőjének későbbi feleségével, Schönbauer Karolinával, aki az Amália–Karolina-versek ihletője volt.
1856–57-ben megírta Az ember tragédiája második változatát. A világnézetén erőt vett sötét humorban, a Szontagh Pálhoz írt levélfogalmazványa alá írt jegyzetében jelentkezik először Az ember tragédiája eszméje. Mialatt elkészült a Tragédia egyetlen fennmaradt változatával (saját följegyzése szerint 1859. február 17. és 1860. március 26. között), a lelki nyugalma is helyreállt. Jelen volt a Nógrád megyei gazdasági egylet 1859. április 12-i előkészítő tanácskozásán, amelyre báró Balassa Antal, Madách egykori évfolyamtársa hívta meg őt a kékkői várba. Az alapító okiratot Madách és társai készítették.
A családi hagyomány szerint 1859. július 9-én született meg Madách Imre és Schönbauer Karolina törvénytelen leánygyermeke. A kislányt a következő napon keresztelték meg, és apai elismerés híján Schönbauer Anna édesanyja családi nevét kapta.
Madách 1859. augusztus 11-én Szécsényben tartózkodott, jelen volt a gazdasági egyesület alakuló ülésén, tagja lett az ideiglenes választmánynak. 1860. június 9-én fogott hozzá Mózes című drámájának megírásához. A Nógrád megyei gazdasági egyesület 1860. november 5-i alakuló közgyűlésén is megjelent, megválasztották annak egyik alelnökévé, beszédet intézett a jelenlévőkhöz. A későbbiek folyamán is kivette részét az egylet tevékenységéből, 1862-ben ő vezette a statisztikai és nemzetgazdászati szakosztályt.

### Utolsó évei
Nógrád megye bizottmányának 1861. január 7-én tartott első közgyűlésén a résztvevők az októberi diploma ellen tiltakoztak, Madách pedig tagja lett Nógrád megye választmányának, s egyúttal a megyei tisztújítás szavazatszedő küldöttségének is. Két napra rá a tisztikar fizetése ellen szólalt fel. Január 10-én Nógrád megye törvényszéki táblabírái közé választották, valamint a Nógrád vármegye új közigazgatási rendszerének kidolgozására megalakított bizottságnak, illetve a vármegyei költségvetést kidolgozó választmánynak is tagja lett. Segédkezett a Nógrád megye népeihez intézett felhívás megszövegezésében, amely többek között a teljes törvény előtti egyenlőséget, a robot, a dézsma és a papi tized eltörlését, a községek önkéntes újraszervezését, az egyenlő közteherviselést hirdette.
Balassagyarmaton 1861. március 12-én került ki a nyomdából Madách választási röplapja, a Politikai hitvallomás, 20-án pedig egyhangúlag a balassagyarmati választókerület országgyűlési képviselőjévé választották. Választói előtt tartott beszédében a szlovák választóknak saját anyanyelvükön köszönte meg a bizalmat. Röplapjának központi gondolata a francia forradalom eredeti jelszava volt: „Szabadság, egyenlőség, testvériség”. 1861. március 21-én elfogadta a balassagyarmati választókerület mandátumát, és az országgyűlésen a felirati vitában, mint a Határozati Párt híve, május 28-án jeles beszéddel tűnt ki. Június 26-án tagja lett a nemzetiségi kérdéssel foglalkozó bizottságnak. Augusztusban írta meg beszédét a A nemzetiségek ügyében címmel, ezt viszont már nem tudta elmondani, mivel az országgyűlést berekesztették.
1861. július 20-a után magával hozta a fővárosba nagy művét, Az ember tragédiáját is, hogy kikérje róla Arany János véleményét. Arany 1861. szeptember 12-én írt első levelében a művet kiemelkedőnek tartotta, és felajánlotta segítségét kisebb nyelvi és verselési kérdésekben. 1861. szeptember 28-án elkészült a Csák végnapjainak az átdolgozásával, ezt október 3-án küldte el Arany Jánosnak. 1861. október 31-én Arany a Tragédia első négy színét felolvasta a Kisfaludy Társaságban, s valódi diadalt aratott vele.
1862. január 12-e környékén látott napvilágot Az ember tragédiája első kiadása, mely nem került könyvárusi forgalomba, akárcsak a Lant-virágok. A Kisfaludy Társaság pártoló tagjai kapták meg a kötetet a tagdíj befizetésének fejében. A mű megjelenése után a Kisfaludy Társaság 1862. január 30-án rögtön tagjává választotta. A Társaságba történt bevezetésekor (Arany vezette be) nagy tapsvihar köszöntötte, ez volt az egyetlen nyilvános ünneplés, amelyben a költő életében részesülhetett. Székét 1862. április 2-án Az aesthetika és társadalom viszonyos befolyása című értekezésével foglalta el.
Mózes című drámáját 1862 elején elküldte a Magyar Tudományos Akadémia Karátsonyi Guido-pályázatára. Augusztus 7. és 11. között Arany János látogatást tett nála, idejüket Csesztvén, illetve Alsósztregován töltötték, majd átkirándultak Szliácsra. Utolsó ízben 1862 novemberének elején, Nagyváradon találkozott feleségével, majd lányát, Jolánt magával vitte Alsósztregovára. A Magyar Tudományos Akadémia 1863. január 13-án választotta levelező tagjai sorába, de itt már, régi betegségének fellobbanása miatt, nem foglalhatta el székét személyesen, helyette Bérczy Károly olvasta fel 1864. április 18-án A nőről, különösen aesthetikai szempontból című dolgozatát (Koszorú, 1864).
Munkakedve ekkor tetőpontján állott. Mózes című ötfelvonásos műve egy akadémiai tragédiapályázaton feltűnést keltett, de dramatizált eposz lévén, nem nyert jutalmat. Arany Koszorújában jelentek meg apróbb költeményei és Kolozsiak című elbeszélése (1863-64), továbbá a Tündérálom című drámai költeménye, mely utolsó, befejezetlenül maradt műve volt. Ennek első részét bemutatták a Kisfaludy Társaságban. 1864 nyarán a Parócához tartozó Imre-dombon Madách belekezdett egy nyárilak megépítésébe. A hagyomány szerint utolsó szerelmével, Borbálával szeretett volna ide visszavonulni. 1864. szeptember elején ült utoljára lóra.
1864. szeptember végén érkezett a beteg költőhöz Péczely Ignác, az íriszdiagnosztika atyja, Kovács Sebestény Endre, a korszak legnevesebb sebésze és a losonci orvos, Pongrácz Mihály. Végrendeletét 1864. október 4-én diktálta le Szontagh Pálnak, majd másnap, október 5-én hajnali 1 és 2 óra között hunyt el Alsósztregován, szívelégtelenségben (a gyászjelentés szerint vízkórban). Október 7-én helyezték örök nyugalomra szülőhelyén, a Madách nemzetség sírboltjában.

## Költészete

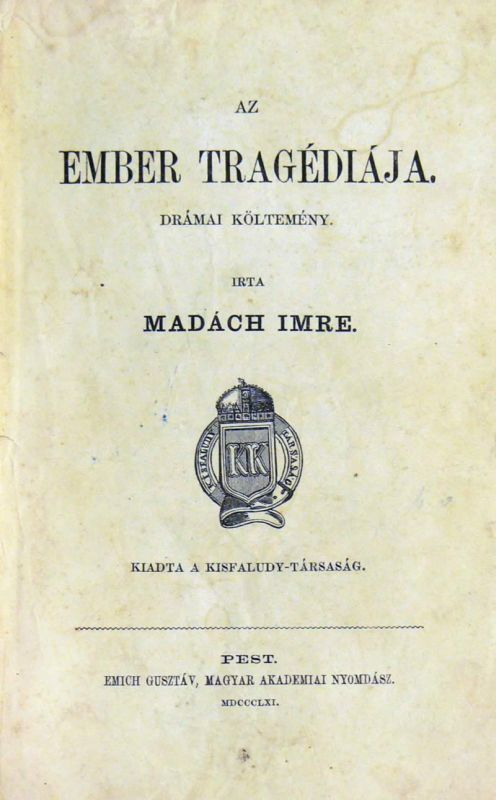
Madách Imre: Az ember tragédiája (az első, 1861-es kiadás címlapja)

Madách Imre magyarul, latinul, németül és franciául is olvasott, korának irodalmát és költészetét jól ismerő, művelt ember volt. 1840-ben jelent meg első verseskötete Pesten. A kötetet – anyja anyagi támogatásával – Lantvirágok címmel jelentették meg. A lírai darabokat Lónyay Etelka iránti szerelme ihlette. Verseket egész élete folyamán írt, de életében nem jelent meg több verseskötete.
A magyar irodalom és drámaköltészet kiemelkedő alakja lett, aki első drámai művét még 16 éves korában írta meg. A novellaírásba is belefogott, de novellái kevésbé jelentősek. Fő műve, Az ember tragédiája előtt hat tragédiát és egy szatirikus vígjátékot is magáénak tudhatott, de ezek egyike sem volt jelentős irodalmi alkotás. 1852-ben Pozsonyban, majd később Pesten raboskodott, a fogság után egy ideig magányosan élt Sztregován, és ekkoriban főleg gondolati költeményekkel foglalkozott. Írói kedve azonban lassan visszatért, és 1859-ben írt egy komédiát, A civilizátort. Élete nagy művét Az ember tragédiáját 1859–60-ban, Mózes című drámáját pedig 1860–61-ben írta.

### Az ember tragédiája
Az ember tragédiája a magyar irodalom és drámaírás kiemelkedő műve, Madách Imre legismertebb alkotása. Az 1862-ben megjelent mű sokakat felzaklató kérdései azóta is életben tartják a költeményt, a darabnak számos kortárs feldolgozása létezik. A születésétől eltelt mintegy százötven évben a Tragédia egyfajta szimbólumává vált a magyar drámaírásnak, talán a legtöbbször színpadra állított költemény Magyarországon. Az először itt elhangzó „Megy-é előbbre majdan fajzatom”, valamint a „Mondottam ember: Küzdj, és bízva bízzál!” mondatok legismertebb irodalmi idézeteink közé tartoznak.

## Emlékezete

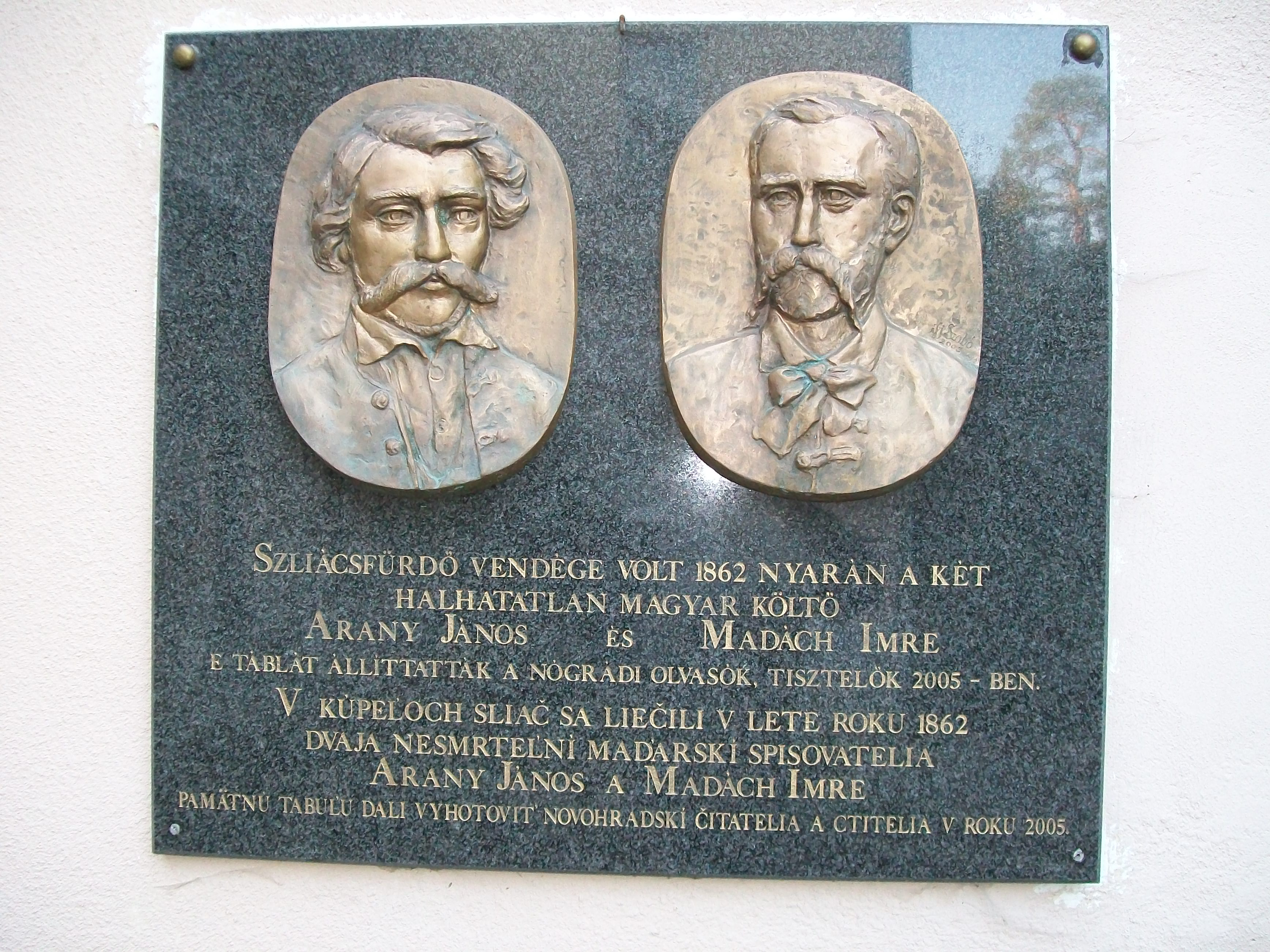
Híres magyar írók emléktáblája Szliácsfürdőn

- Arany János nekrológot írt róla a Koszorúban, barátja, Bérczy Károly pedig emlékbeszédet tartott a Kisfaludy Társaság 1866. február 6-i közgyűlésén.
- Síremléke az alsósztregovai kastély parkjában áll, rajta Rigele Alajos szobrászművész alkotása: Ádám.[20]
- Budapesten több utcát (Madách utca: IV., XV., XVI., XIX., XX., XXI., XXII. kerület, Madách Imre utca: XVIII. kerület, Madách Imre út: VII. kerület) és teret (Madách Imre tér: VII. kerület) neveztek el róla.
- Szobra található a szegedi Nemzeti Emlékcsarnokban.
- Fehér márványszobra áll a budapesti Nemzeti Színház aulájában.
- Balassagyarmaton egész alakos bronzszobra áll, és róla nevezték el a Madách Imre Városi Könyvtárat.[21]
- A szegedi Madách Imre Magyar–Angol Két Tanítási Nyelvű Általános Iskola névadója.[22]
- A Miskolci Akadémiai Bizottság székházában található Madách mellszobra, Kiss Nagy András alkotása
- Nevét őrzi a budapesti Madách Színház.[23]
- 1900 végén Budapesten Madách irodalmi és művészeti barátok köre alakult.[24]
- Madách Imre Emlékmúzeum
- 2022 óta nevét viseli a 156580 Madách kisbolygó.[25]

## Művei
- Lantvirágok (1840)  olvasható változat
- Mária királynő (1840–1855) olvasható változat
- Férfi és nő (1843)
- Csák végnapjai (1843–1861)
- Vadrózsák (1844) olvasható változat
- Az ember tragédiája (1859–1860) olvasható változat
- A civilizátor (1859)
- Mózes (1860–1861)
- Tündérálom (töredék) (1864)

Levelezése, beszédei, életműkiadások:
- Madách Imre versei I., Magyar irodalmi ritkaságok 48., Egyetemi Nyomda, Budapest (1940)
- Madách Imre levelezéséből, Magyar irodalmi ritkaságok 27., Egyetemi Nyomda, Budapest (1933)
- Madách Országgyűlési beszédei
- Madách Imre összes költeménye

Novellái: A Kolozsiak; Dúló Zebedeus kalandjai; Az Ecce homo; Hétköznapi történet; Krónika két pénzdarab sorsáról